# Inspektorat Graniczny nr 6
Inspektorat Graniczny nr 6 – jednostka organizacyjna Straży Granicznej pełniąca służbę ochronną na granicy polsko-niemieckiej w latach 1928–1939.

## Formowanie i zmiany organizacyjne
Rozporządzeniem Prezydenta Rzeczypospolitej Polskiej Ignacego Mościckiego z 22 marca 1928 roku, do ochrony północnej, zachodniej i południowej granicy państwa, a w szczególności do ich ochrony celnej, powoływano z dniem 2 kwietnia 1928 roku  Straż Graniczną.
Rozkazem nr 2 z 19 kwietnia 1928 roku w sprawach organizacji Pomorskiego Inspektoratu Okręgowego dowódca Straży Granicznej gen. bryg. Stefan Pasławski zatwierdził dyslokację, granice i strukturę inspektoratu granicznego nr 6 „Kościerzyna”.
Rozkazem nr 12 z 10 stycznia 1930 roku w sprawie reorganizacji Pomorskiego Inspektoratu Okręgowego komendant Straży Granicznej płk Jan Jur-Gorzechowski zmienił częściowo organizację inspektoratu. Na bazie podkomisariatu z komisariatu Straży Granicznej „Sierakowice” sformowano komisariat Straży Granicznej „Sulęczyno”.
Rozkazem nr 2 z 8 września 1938 roku w sprawie terminologii odnośnie władz i jednostek organizacyjnych formacji, komendant Straży Granicznej płk Jan Gorzechowski nakazał zmienić nazwę Inspektoratu Granicznego „Kościerzyna” na Obwód Straży Granicznej „Kościerzyna”.
Rozkazem nr 13 z 31 lipca 1939 roku w sprawach [...] przeniesienia siedzib i zmiany przydziałów jednostek organizacyjnych, komendant Straży Granicznej gen. bryg. Walerian Czuma wydzielił komisariat „Wejherowo” z Odwodu SG „Kościerzyna” i przydzielił go do Odwodu SG „Gdynia”.
Tym samym rozkazem przeniósł komisariat „Linja” i placówkę II linii do m. Strzepcz.

## Służba graniczna
Dowódca Straży Granicznej gen. bryg. Stefan Pasławski swoim rozkazem nr 2 z 19 kwietnia 1928 roku w sprawach organizacji Pomorskiego Inspektoratu Okręgowego określił granice inspektoratu granicznego: od północy: placówka Straży Granicznej „Warszkowo” włącznie, od południa: placówka Straży Granicznej „Dywan” włącznie.
Kierownik Pomorskiego Inspektoratu Okręgowego Straży Granicznej mjr Józef Zończyk w rozkazie organizacyjnym nr 2 z 8 czerwca 1928 roku udokładnił linie rozgraniczenia inspektoratu. Granica północna: kamień graniczny nr 92; granica południowa: kamień graniczny nr C 002.
Sąsiednie inspektoraty graniczne
- Inspektorat Graniczny „Gdynia” ⇔ Inspektorat Graniczny „Chojnice” − 1928

## Kierownicy/komendanci inspektoratu
| stopień     | imię i nazwisko   | okres pełnienia służby | kolejne stanowisko |
| ----------- | ----------------- | ---------------------- | ------------------ |
| inspektor   | Marian Figler     | 16 X 1928 – I 1936     | Wlkp. IOSG         |
| nadkomisarz | Stefan Sosnkowski | był w II 1937 –        |                    |

## Struktura organizacyjna
Organizacja inspektoratu w kwietniu 1928:
- komenda − Kościerzyna
- komisariat Straży Granicznej „Wejherowo”
- komisariat Straży Granicznej „Linja”
- komisariat Straży Granicznej „Sierakowice”
- komisariat Straży Granicznej „Lipusz”

Organizacja inspektoratu w styczniu 1930:
- komenda − Kościerzyna
- komisariat Straży Granicznej „Wejherowo”
- komisariat Straży Granicznej „Linja”
- komisariat Straży Granicznej „Sierakowice”
- komisariat Straży Granicznej „Sulęczyn”
- komisariat Straży Granicznej „Lipusz”

Organizacja inspektoratu w 1936:
- Komisariat SG Wejherowo
- Komisariat SG Linja
- Komisariat SG Sierakowice
- Komisariat SG Sulęczyno
- Komisariat SG Lipusz